# مدار ۷۶ درجه شمالی
مدار ۷۶ درجه شمالی، دایره‌ای از عرض جغرافیایی است که در ۷۶ درجهٔ شمالی خط استوا  قرار دارد.

## گذر از مناطق
از نصف‌النهار مبدأ شروع می‌شود و به سمت مشرق ۷۶ درجه شمالی از موارد زیر گذر می‌کند:
| مختصات‌ها                                             | کشور، قلمرو یا دریا  | توضیحات |
| ---------------------------------------------------- | -------------------- | --- |
| ۷۶°۰′ شمالی ۰°۰′ شرقی / ۷۶٫۰۰۰°شمالی ۰٫۰۰۰°شرقی      | اقیانوس اطلس         | دریای گرینلند دریای نروژ                                                                                          |
| ۷۶°۰′ شمالی ۱۷°۱۴′ شرقی / ۷۶٫۰۰۰°شمالی ۱۷٫۲۳۳°شرقی   | دریای بارنتز         | |
| ۷۶°۰′ شمالی ۶۰°۱۹′ شرقی / ۷۶٫۰۰۰°شمالی ۶۰٫۳۱۷°شرقی   | روسیه                | نوایا زملیا - Severny Island                                                                                      |
| ۷۶°۰′ شمالی ۶۶°۳۱′ شرقی / ۷۶٫۰۰۰°شمالی ۶۶٫۵۱۷°شرقی   | دریای کارا           | گذرکردن از شمال Izvestiy TSIK Islands, روسیه                                                                      |
| ۷۶°۰′ شمالی ۹۲°۵۷′ شرقی / ۷۶٫۰۰۰°شمالی ۹۲٫۹۵۰°شرقی   | روسیه                | شبه‌جزیره تایمیر                                                                                                   |
| ۷۶°۰′ شمالی ۱۱۳°۳۲′ شرقی / ۷۶٫۰۰۰°شمالی ۱۱۳٫۵۳۳°شرقی | دریای لاپتف          | |
| ۷۶°۰′ شمالی ۱۳۷°۵۴′ شرقی / ۷۶٫۰۰۰°شمالی ۱۳۷٫۹۰۰°شرقی | روسیه                | جزایر سیبری نو - Kotelny Island                                                                                   |
| ۷۶°۰′ شمالی ۱۳۹°۳۴′ شرقی / ۷۶٫۰۰۰°شمالی ۱۳۹٫۵۶۷°شرقی | دریای سیبری شرقی     | |
| ۷۶°۰′ شمالی ۱۴۰°۵۸′ شرقی / ۷۶٫۰۰۰°شمالی ۱۴۰٫۹۶۷°شرقی | روسیه                | جزایر سیبری نو - Bunge Land و Faddeyevsky Island                                                                  |
| ۷۶°۰′ شمالی ۱۴۲°۸′ شرقی / ۷۶٫۰۰۰°شمالی ۱۴۲٫۱۳۳°شرقی  | دریای سیبری شرقی     | گذرکردن از جنوب Zhokhov Island, روسیه                                                                             |
| ۷۶°۰′ شمالی ۱۶۱°۲۴′ شرقی / ۷۶٫۰۰۰°شمالی ۱۶۱٫۴۰۰°شرقی | اقیانوس منجمد شمالی  | |
| ۷۶°۰′ شمالی ۱۲۲°۳۵′ غربی / ۷۶٫۰۰۰°شمالی ۱۲۲٫۵۸۳°غربی | کانادا               | نورت‌وست تریتوریز - جزیره پرینس پتریک                                                                              |
| ۷۶°۰′ شمالی ۱۱۹°۲۷′ غربی / ۷۶٫۰۰۰°شمالی ۱۱۹٫۴۵۰°غربی | Crozier Channel      | |
| ۷۶°۰′ شمالی ۱۱۸°۶′ غربی / ۷۶٫۰۰۰°شمالی ۱۱۸٫۱۰۰°غربی  | کانادا               | نورت‌وست تریتوریز - Eglinton Island                                                                                |
| ۷۶°۰′ شمالی ۱۱۷°۳۳′ غربی / ۷۶٫۰۰۰°شمالی ۱۱۷٫۵۵۰°غربی | Kellett Strait       | |
| ۷۶°۰′ شمالی ۱۱۶°۲۶′ غربی / ۷۶٫۰۰۰°شمالی ۱۱۶٫۴۳۳°غربی | کانادا               | نورت‌وست تریتوریز - Melville Island                                                                                |
| ۷۶°۰′ شمالی ۱۱۱°۵۸′ غربی / ۷۶٫۰۰۰°شمالی ۱۱۱٫۹۶۷°غربی | Hecla and Griper Bay | |
| ۷۶°۰′ شمالی ۱۰۹°۲۹′ غربی / ۷۶٫۰۰۰°شمالی ۱۰۹٫۴۸۳°غربی | کانادا               | نوناووت - Melville Island                                                                                         |
| ۷۶°۰′ شمالی ۱۰۷°۳۵′ غربی / ۷۶٫۰۰۰°شمالی ۱۰۷٫۵۸۳°غربی | Weatherall Bay       | |
| ۷۶°۰′ شمالی ۱۰۶°۴۴′ غربی / ۷۶٫۰۰۰°شمالی ۱۰۶٫۷۳۳°غربی | کانادا               | نوناووت - Melville Island                                                                                         |
| ۷۶°۰′ شمالی ۱۰۵°۵۰′ غربی / ۷۶٫۰۰۰°شمالی ۱۰۵٫۸۳۳°غربی | Byam Martin Channel  | |
| ۷۶°۰′ شمالی ۱۰۳°۲۲′ غربی / ۷۶٫۰۰۰°شمالی ۱۰۳٫۳۶۷°غربی | کانادا               | نوناووت - Massey Island                                                                                           |
| ۷۶°۰′ شمالی ۱۰۲°۲۷′ غربی / ۷۶٫۰۰۰°شمالی ۱۰۲٫۴۵۰°غربی | Erskine Inlet        | گذرکردن از شمال Alexander Island, نوناووت, کانادا                                                                 |
| ۷۶°۰′ شمالی ۱۰۱°۴۴′ غربی / ۷۶٫۰۰۰°شمالی ۱۰۱٫۷۳۳°غربی | کانادا               | نوناووت - Bathurst Island, passing through the May Inlet                                                          |
| ۷۶°۰′ شمالی ۹۷°۳۷′ غربی / ۷۶٫۰۰۰°شمالی ۹۷٫۶۱۷°غربی   | Queens Channel       | گذرکردن از شمال Baring Island, نوناووت, کانادا · گذرکردن از جنوب Dundas Island و Margaret Island, نوناووت, کانادا |
| ۷۶°۰′ شمالی ۹۴°۳۵′ غربی / ۷۶٫۰۰۰°شمالی ۹۴٫۵۸۳°غربی   | Wellington Channel   | گذرکردن از شمال Baillie-Hamilton Island, نوناووت, کانادا                                                          |
| ۷۶°۰′ شمالی ۹۲°۳۳′ غربی / ۷۶٫۰۰۰°شمالی ۹۲٫۵۵۰°غربی   | کانادا               | نوناووت - جزیره دوون                                                                                              |
| ۷۶°۰′ شمالی ۸۹°۵۵′ غربی / ۷۶٫۰۰۰°شمالی ۸۹٫۹۱۷°غربی   | Jones Sound          | |
| ۷۶°۰′ شمالی ۷۹°۲۳′ غربی / ۷۶٫۰۰۰°شمالی ۷۹٫۳۸۳°غربی   | کانادا               | نوناووت - Coburg Island                                                                                           |
| ۷۶°۰′ شمالی ۷۹°۳′ غربی / ۷۶٫۰۰۰°شمالی ۷۹٫۰۵۰°غربی    | خلیج بافین           | |
| ۷۶°۰′ شمالی ۶۷°۱۱′ غربی / ۷۶٫۰۰۰°شمالی ۶۷٫۱۸۳°غربی   | گرینلند              | |
| ۷۶°۰′ شمالی ۶۶°۳۷′ غربی / ۷۶٫۰۰۰°شمالی ۶۶٫۶۱۷°غربی   | Melville Bay         | |
| ۷۶°۰′ شمالی ۶۰°۶′ غربی / ۷۶٫۰۰۰°شمالی ۶۰٫۱۰۰°غربی    | گرینلند              | |
| ۷۶°۰′ شمالی ۱۹°۵۴′ غربی / ۷۶٫۰۰۰°شمالی ۱۹٫۹۰۰°غربی   | Dove Bay             | |
| ۷۶°۰′ شمالی ۱۸°۳۴′ غربی / ۷۶٫۰۰۰°شمالی ۱۸٫۵۶۷°غربی   | گرینلند              | جزیرهٔ Store Koldewey                                                                                              |
| ۷۶°۰′ شمالی ۱۸°۲۸′ غربی / ۷۶٫۰۰۰°شمالی ۱۸٫۴۶۷°غربی   | اقیانوس اطلس         | دریای گرینلند |